# Ricardo Cano
Ricardo Cano (* 27. Dezember 1951 in Buenos Aires) ist ein ehemaliger argentinischer Tennisspieler.

## Leben
Cano errang alle seine Titel auf der ATP Tour im Doppel. Im Einzel war er nicht ganz so erfolgreich, stand allerdings in drei Endspielen. 1976 unterlag er Balázs Taróczy in Hilversum, 1978 Werner Zirngibl in Brüssel und 1981 Carlos Kirmayr in Guaruja. Dazu kamen weitere Halbfinalteilnahmen, unter anderem 1975 in Buenos Aires, wo er nach einem Erstrundensieg über Vitas Gerulaitis an Guillermo Vilas scheiterte, und 1976 in ATP Berlin, wo er Hans-Jürgen Pohmann unterlegen war. Seine vier Doppeltitel errang er zwischen 1973 und 1981 mit wechselnden Partnern, darunter Guillermo Vilas und Andrés Gómez. Seine höchste Notierung in der Tennisweltrangliste erreichte er 1976 mit Position 41 im Einzel sowie 1984 mit Position 285 im Doppel.
Sein bestes Einzelergebnis bei einem Grand-Slam-Turnier war das dreimalige Erreichen der dritten Runde der French Open. Bei den US Open drang er zweimal in die dritte Runde vor. In der Doppelkonkurrenz erreichte er 1975 an der Seite von Belus Prajoux das Viertelfinale der US Open. Im darauf folgenden Jahr standen die beiden im Viertelfinale der French Open. In der Mixed-Konkurrenz war sein bestes Resultat die Viertelfinalteilnahme bei den French Open 1977 neben Rosy Darmon.
Cano spielte zwischen 1971 und 1982 27 Einzel- sowie 16 Doppelpartien für die argentinische Davis-Cup-Mannschaft. Seine Einzelbilanz ist 14:13, die Doppelbilanz 9:7. Den größten Erfolg mit der Davis-Cup-Mannschaft hatte er 1981, als er im Viertelfinale der Weltgruppe gegen Rumänische Davis-Cup-Mannschaft zum Einsatz kam. Er musste bei seiner Partie gegen Andrei Dîrzu allerdings nach zwei Sätzen verletzungsbedingt aufgeben. Zudem vertrat er Argentinien beim World Team Cup in den Jahren 1979 und 1982.
Nach dem Ende seiner Profikarriere spielte Cano ab 1994 auf der ATP Seniors Tour. Im Dezember 2000 erreichte er dort mit Platz 3 seine beste Ranglistenposition.

## Erfolge
| Legende                       |
| Grand Slam                    |
| Tennis Masters Cup            |
| ATP Masters Series            |
| ATP International Series Gold |
| ATP International Series (4)  |
| ATP Challenger Series (6)     |

### Einzel

#### Turniersiege
| Nr. | Datum              | Turnier  | Belag | Finalgegner       | Ergebnis      |
| --- | ------------------ | -------- | ----- | ----------------- | ------------- |
| 1.  | 9. Juni 1980       | Cuneo    | Sand  | Mario Martínez    | 7:5, 6:2      |
| 2.  | 14. September 1980 | Campinas | Sand  | José Luis Damiani | 6:3, 4:6, 6:2 |

#### Finalteilnahmen
| Nr. | Datum           | Turnier   | Belag | Finalgegner     | Ergebnis                |
| --- | --------------- | --------- | ----- | --------------- | ----------------------- |
| 1.  | 18. Juli 1976   | Hilversum | Sand  | Balázs Taróczy  | 7:6, 6:2, 1:6, 3:6, 4:6 |
| 2.  | 18. Juni 1978   | Brüssel   | Sand  | Werner Zirngibl | 6:1, 3:6, 4:6, 3:6      |
| 3.  | 25. Januar 1981 | Guarujá   | Sand  | Carlos Kirmayr  | 4:6, 2:6                |

### Doppel

#### Turniersiege

##### ATP Tour
| Nr. | Datum             | Turnier      | Belag | Partner         | Finalgegner                   | Ergebnis      |
| --- | ----------------- | ------------ | ----- | --------------- | ----------------------------- | ------------- |
| 1.  | 25. November 1973 | Buenos Aires | Sand  | Guillermo Vilas | Patricio Cornejo Iván Molina  | 7:6, 6:3      |
| 2.  | 18. Juli 1976     | Hilversum    | Sand  | Belus Prajoux   | Wojciech Fibak Balázs Taróczy | 6:4, 6:3      |
| 3.  | 26. April 1981    | Bournemouth  | Sand  | Víctor Pecci    | Buster Mottram Tomáš Šmíd     | 6:4, 3:6, 6:3 |
| 4.  | 14. Juni 1981     | Brüssel      | Sand  | Andrés Gómez    | Carlos Kirmayr Cássio Motta   | 6:2, 6:2      |

##### Challenger Tour
| Nr. | Datum            | Turnier        | Belag | Partner            | Finalgegner                         | Ergebnis      |
| --- | ---------------- | -------------- | ----- | ------------------ | ----------------------------------- | ------------- |
| 1.  | 8. Juni 1980     | Cuneo (1)      | Sand  | Carlos Gattiker    | Mario Martínez Pedro Rebolledo      | 4:6, 7:6, 6:2 |
| 2.  | 24. August 1980  | Rio de Janeiro | Sand  | Cássio Motta       | Alejandro Ganzábal Gustavo Guerrero | 6:4, 6:4      |
| 3.  | 7. Dezember 1980 | Buenos Aires   | Sand  | Roberto Carruthers | Carlos Gattiker Alejandro Gattiker  | 6:2, 6:4      |
| 4.  | 28. Juni 1981    | Cuneo (2)      | Sand  | Guillermo Aubone   | Ricardo Acuña Ramiro Benavides      | 7:6, 7:5      |

#### Finalteilnahmen
| Nr. | Datum             | Turnier           | Belag       | Partner       | Finalgegner                                  | Ergebnis      |
| --- | ----------------- | ----------------- | ----------- | ------------- | -------------------------------------------- | ------------- |
| 1.  | 8. August 1976    | North Conway      | Sand        | Víctor Pecci  | Brian Gottfried Raúl Ramírez (Tennisspieler) | 3:6, 0:6      |
| 2.  | 21. November 1976 | São Paulo         | Teppich (i) | Belus Prajoux | Elio Álvarez Víctor Pecci                    | 4:6, 6:3, 3:6 |
| 3.  | 28. November 1976 | Buenos Aires (1)  | Sand        | Belus Prajoux | Carlos Kirmayr Tito Vázquez                  | 4:6, 5:7      |
| 4.  | 26. November 1977 | Buenos Aires (2)  | Sand        | Antonio Muñoz | Ion Țiriac Guillermo Vilas                   | 4:6, 0:6      |
| 5.  | 29. November 1981 | Santiago de Chile | Sand        | Belus Prajoux | Hans Gildemeister Andrés Gómez               | 2:6, 6:7      |